# L'Amour Toujours (album)
L'Amour Toujours je treći studijski album poznatog talijanskog DJ-a Gigia D'Agostina koji je pušten u prodaju u kolovozu 1999.

## Lista pjesama

### 1 CD verzija
1. Another Way - 6:03
2. L'Amour Toujours (I'll Fly With You) - 6:56
3. Elisir - 5:34
4. The Riddle - 4:45
5. La Passion [Medley with Rectangle] - 7:35
6. The Way - 6:42 (originalno od Fastball)
7. Star - 5:21
8. L'Amour - 3:31
9. Music - 6:51
10. Rectangle - 4:58
11. Bla Bla Bla - 4:14
12. Bla Bla Bla (Dark Mix) - 5:37

### Bonus CD verzija

#### CD 1 - Pjesme za srce
1. Another Way - 6:03
2. L'Amour Toujours - 6:57
3. Elisir - 5:34
4. The Riddle - 4:45
5. La Passion - 7:36
6. The Way - 6:43
7. Star - 5:24
8. Bla Bla Bla (Drammentenza Mix) - 6:23
9. L'Amour - 3:32
10. Music - 6:53
11. Passion - 5:00 (naslovljena kao "Rectangle" na prvom CD-u)
12. Bla Bla Bla - 4:15

#### CD 2 - Beats for the Feet
1. La Dance - 4:54
2. Movimento - 4:54
3. La Marche Electronique - 5:17
4. Cuba Libre - 4:42
5. My Dimension - 6:37
6. The Riddle (Instrumental) - 4:07
7. Tekno Jam - 9:50
8. Coca e Avana - 3:19
9. Bla Bla Bla (Dark Mix) - 5:39
10. Electro Message - 3:52
11. Fly - 5:15

## Vanjske poveznice
- Lista pjesama na Barnes and Noble  Arhivirana inačica izvorne stranice od 6. ožujka 2009. (Wayback Machine)